# Ippei Watanabe (Schwimmer)
Ippei Watanabe (japanisch 渡辺 一平 Watanabe Ippei; * 18. März 1997 in Tsukumi, Ōita) ist ein japanischer Schwimmer. Er gewann bei Weltmeisterschaften zwei Bronzemedaillen.

## Sportliche Karriere
Ippei Watanabe studierte an der Waseda-Universität und schwimmt für den Verein der Firma Toyota.
Watanabe belegte bei den Juniorenweltmeisterschaften 2013 den vierten Platz über 200 Meter Brust. Im Jahr darauf bei den Olympischen Jugendspielen in Nanjing wurde er Vierter über 100 Meter Brust und gewann über 200 Meter Brust.
Bei den Olympischen Spielen 2016 in Rio de Janeiro stellte er im Halbfinale über 200 Meter Brust in 2:07,22 Minuten einen neuen Olympischen Rekord auf. Mit dieser Zeit hätte er im Endlauf gewonnen, er benötigte 2:07,87 Minuten und wurde Sechster. Im November 2016 wurde Watanabe Asienmeister über 100 Meter und über 200 Meter Brust. Im Januar 2017 schwamm Watanabe in 2:06,67 Minuten einen neuen Weltrekord über 200 Meter Brust und war damit der erste Schwimmer, der unter 2:07 Minuten blieb. Bei den Weltmeisterschaften 2017 in Budapest siegte der Russe Anton Tschupkow über 200 Meter Brust vor den beiden Japanern Yasuhiro Koseki und Ippei Watanabe. 2018 siegte Watanabe Mitte August bei den Pan Pacific Championships über 200 Meter Brust, während Koseki Vierter wurde. Neun Tage später siegte Koseki bei den Asienspielen in Jakarta über 200 Meter Brust mit einer Hundertstelsekunde Vorsprung vor Watanabe. Über 100 Meter Brust gewann ebenfalls Koseki, Watanabe wurde Vierter. Watanabe schwamm auch im Vorlauf der 4-mal-100-Meter-Mixed-Lagenstaffel und der 4-mal-100-Meter-Männer-Lagenstaffel. Im Finale schwamm jeweils Koseki und beide Staffeln erkämpften Silber hinter dem Team aus der Volksrepublik China. Im April 2019 wurde Watanabe japanischer Meister über 200 Meter Brust. Bei den Weltmeisterschaften 2019 in Gwangju gewann erneut Anton Tschupkow, diesmal mit Weltrekord. 0,05 Sekunden hinter dem Australier Matthew Wilson wurde Watanabe Dritter.
Nach der Zwangspause wegen der COVID-19-Pandemie konnte sich Watanabe nicht für die Olympischen Spiele in Tokio qualifizieren. Ende 2022 trat er bei den Kurzbahnweltmeisterschaften in Melbourne an. Als Halbfinalneunter verpasste er das Finale über 100 Meter Brust. Über 200 Meter Brust wurde er Vierter. Im Jahr darauf bei den Weltmeisterschaften 2023 in Fukuoka schied er im Vorlauf über 100 Meter Brust, als 17. fehlten ihm 0,07 Sekunden für das Halbfinale. Über 200 Meter Brust und mit der 4-mal-100-Meter-Lagenstaffel wurde er Sechster. Mit der 4-mal-100-Meter-Mixed-Lagenstaffel belegte Watanabe den siebten Rang. Zwei Monate später wurden die Asienspiele in Hangzhou nachgeholt. Über 200 Meter Brust siegten die Chinesen Qin Haiyang und Dong Zhihao vor Watanabe. Für seinen Vorlaufeinsatz in der 4-mal-100-Meter-Mixed-Lagenstaffel erhielt Watanabe eine Silbermedaille. Bei den Olympischen Spielen in Paris erreichte Watanabe in Vorlauf und Halbfinale jeweils die fünftschnellste Zeit über 200 Meter Brust. Im Finale wurde er Sechster und schlug 0,04 Sekunden hinter seinem Landsmann Yu Hanaguruma an.